# Crepis papposissima
Crepis papposissima là một loài thực vật có hoa trong họ Cúc. Loài này được Babc. mô tả khoa học đầu tiên năm 1952.